# 中国公民旅遊文明素質行動計画
中国公民旅遊文明素質行動計画（中国公民旅游文明素质行动计划）とは、2006年9月に中国共産党中央精神文明建設指導委員会が定めた中国公民に対する海外旅行時のマナー改善計画書である。
中国人のイメージを損なうと言われている「六大非文明現象」といった悪習を撲滅し、国際社会における中国のイメージ向上を狙いとする。

## 六大非文明現象
- 大声で騒ぐ
- 痰を吐く、立小便をする
- 列に並ばない、列に割り込む
- 落書きをする
- だらしない身なりをする
- ところかまわずにゴミを捨てる

## 参照
- 提升中国公民旅游文明素质行动计划（PDFファイル）

## 関連事項
- 中国共産党中央精神文明建設指導委員会